# Federico Gasperoni
Federico Gasperoni est un footballeur saint-marinais né le 10 septembre 1976. De 1996 à 2005, il a été l'indéboulonable gardien de la Nazionale saint-marinaise. Il est depuis remplacé par Aldo Simoncini. 
Gasperoni a aussi joué au Urbino Calcio (it) en Serie D italienne, ce qui a fait de lui l'un des rares joueurs de la sélection à avoir joué dans un championnat national italien.

## Palmarès
- Champion de Saint-Marin : 2000 et vice-champion : 1999 et 2001 avec le SS Folgore/Falciano
- Finaliste de la Coupe de Saint-Marin en 2000
- Vainqueur de la Supercoupe de Saint-Marin en 2000

## Statistiques
- 41 sélections avec la Nazionale A
- 1 match en Coupe UEFA

## Cyclisme sur route
Federico Gasperoni a également été champion de Saint-Marin de cyclisme sur route en 2015.

### Palmarès
- 2015
  -  Champion de Saint-Marin sur route
- 2017
  -  Médaillé d'or de la course par équipes aux Jeux des petits États d'Europe (avec Michael Antonelli, Federico Olei et Luigi Giulietti)